# Laila el-Haddad
Laila El-Haddad (arabe : ليلى الحداد) est une autrice et conférencière palestinienne basée aux États-Unis. Elle donne des conférences sur Gaza, le croisement entre l'alimentation et la politique, et l'islam contemporain. Elle est également conseillère politique auprès d' Al-Shabaka, The Palestinian Policy Network (en).
Elle est l'autrice de Gaza Mom: Palestine, Politics, Parenting, and Everything In Between, co-autrice de The Gaza Kitchen: A Palestinian Culinary Journey et co-éditrice de Gaza Unsilenced.

## Vie personnelle et parcours
El-Haddad est née au Koweït et grandit principalement en Arabie Saoudite, où ses parents travaillent, et elle passe ses étés à Gaza.
Elle voyage aux États-Unis pour étudier à l'Université Duke, puis obtient un Master of Public Policy (MPP) de la Harvard's Kennedy School of Government, où elle reçoit la bourse Clinton pour étudiants palestiniens diplômés. Elle se rend à Gaza pour travailler comme journaliste pendant que son mari reste aux États-Unis. Elle fait expérience de longues périodes d'attente, que ce soit pour obtenir des papiers ou pour franchir des frontières, ce qui éclaire sa vision des problèmes auxquels les Palestiniens sont confrontés.

## Biographie
De 2003 à 2007, El-Haddad est la correspondante à Gaza de Al-Jazeera. Elle couvre le désengagement israélien de Gaza en 2005 et les élections parlementaires palestiniennes en 2006. El-Haddad co-réalise avec Saeed Taji Farouky le film Tunnel Trade de la compagnie de production Tourist With A Typewriter.
Elle écrit un blog intitulé Raising Yousuf: Diary of a Mother Under Occupation, également connue sous le nom de Gaza Mom.
En 2010, elle compile ses entrées de blog et d'autres écrits dans un livre, Gaza Mom : Palestine, Politics, Parenting, and Everything In Between.
Elle est publiée dans le Washington Post, The International Herald Tribune, le Baltimore Sun, le New Statesman, le Monde diplomatique et Electronic Intifada, et elle est invitée sur Al Jazeera, les chaînes NPR, CNN et la BBC[réf. nécessaire].

## Œuvre écrite
El-Haddad a écrit deux livres. Gaza Mom: Palestine, Politics, Parenting, and Everything In Between, publié en 2010, est une compilation des blogs et d'autres écrits d'El-Haddad sur sa vie quotidienne alors qu'elle couvre l'actualité de Gaza en essayant de l'expliquer à ses enfants. En 2013, elle co-écrit The Gaza Kitchen : A Palestine Culinary Journey avec Maggie Schmitt, livre de recettes provenant de la bande de Gaza. Le livre explore à la fois le patrimoine culinaire de la région et raconte des histoires personnelles de femmes et d'hommes,.